# صورة عتيقة (رواية)
صورة عتيقة (بالإسبانية: Retrato en sepia)‏، (بالإنجليزية: Portrait in Sepia)‏ هي إحدى روايات الروائية التشيلية إيزابيل الليندي وهي من الروايات الرومانسية.

## نبذة قصيرة
تدور أحداث الرواية عن فتاة تشيلية تصاب بصدمة نفسية في سن الخامسة تنسيها كل ما سبق من أحداث وتعيش مع جدتها التشيلية ذات الشخصية القوية المسيطرة وتحاول تذكر ماضيها في العزلة التي تعيشها بعد ان خانها الرجل الذي تحب. الرواية هي الجزء الثاني من رواية ابنة الحظ.

## وصلات خارجية
- صورة عتيقة على موقع الموسوعة البريطانية (الإنجليزية)